# Emilio Flores Marquez
Emilio Florez Marquez (Carolina, 8 de agosto de 1908-Trujillo Alto, 12 de agosto de 2021) fue un supercentenario puertorriqueño que fue reconocido como el hombre vivo más viejo del mundo por Guinness World Records desde la muerte de Bob Weighton del Reino Unido el 28 de mayo de 2020, hasta su muerte el 12 de agosto de 2021.

## Biografía
Nació en Carolina, Puerto Rico el 8 de agosto de 1908, de padres Alberto Flores y Margarita Márquez. Segundo de once hermanos, a sus 104 años todavía recordaba con facilidad los nombres de nueve de sus hermanos (su hermana mayor, María, murió siendo niña): Angelina, Mercedes, Aurora, Joaquina, Cecilia, Rosa, Lino, Miguel y José.
Asistió a la escuela durante tres años y aprendió a leer y escribir, antes de que su padre pensara que era suficiente y lo empleara en la granja de caña de azúcar de la familia, donde ayudaba a su padre a regar el abono. Quería estudiar, ya que le gustaban materias como matemáticas, lectura, escritura, canto y política. También transportaba la caña de azúcar en vagones, ganando 1,12 dólares al día. Como primogénito de su familia, también era responsable de hacer muchas de las tareas del hogar y cuidar de sus nueve hermanos menores. En 1935 se casó con Andrea Pérez De Flores (1918-2010), con quien tuvo cuatro hijos: Hilda Luz, Olga Soraida, Emilio y Tirsa. Para mantener a su familia, trabajó en el estado de Nueva Jersey, donde todavía vive una parte de su familia. La pareja estuvo casada durante más de 75 años antes de su muerte en 2010 a la edad de 92 años. Dos de sus hijos, Hilda y Olga, fallecieron en 2013.
Vivió con sus hijos Tirsa y Emilio en Trujillo Alto, Puerto Rico durante los últimos años de su vida. A los 103 años superó una cirugía para implantarle un marcapasos y a los 108 sobrevivió a una obstrucción intestinal.
Se convirtió en el puertorriqueño vivo de mayor edad el 15 de diciembre de 2017, tras la muerte de Secundina Rivera Cumba. Se convirtió en el último hombre nacido en 1908, tras la muerte de Dumitru Comanescu el 27 de junio de 2020.
En junio de 2021, cuando fue reconocido como el hombre vivo de mayor edad, Emilio Flores Márquez tenía cinco nietos y cinco bisnietos. Falleció el 12 de agosto de 2021 en Trujillo Alto, Puerto Rico, a la edad de 113 años y 4 días. Tras su muerte, Saturnino de la Fuente García se convirtió en el hombre vivo validado más viejo del mundo.